# Gottfried von Porhoët
Gottfried von Porhoët (auch Gottfried la Zouche; frz. Geoffroy de Porhoët, * 1082; † 1141) war Vizegraf von Porhoët und Angehöriger des (später so genannten) Hauses Rohan.
Er war der Sohn von Eudon I., Vizegraf von Porhoët und Rennes, und dessen Gattin Konstanze von Bretagne. Beim Tod seines Vaters, 1119, beerbte er diesen als Vizegraf von Porhoët.
Er heiratete Hawise, die Tochter des Herzogs Alain IV. von Bretagne. Mit ihr hatte er mindestens drei Söhne:
- Josselin († 1142), Vizegraf von Porhoët
- Eudon II. († 1170), Graf von Porhoët, Herzog von Bretagne
- Alan de la Zouche († 1190), Begründer der englischen Familienlinie La Zouche